# Plan Bart
Plan Bart is een Belgische romantische filmkomedie uit 2014 onder regie van Roel Mondelaers. De film ging in première op 13 september op het Filmfestival Oostende.

## Verhaal
Sarah is 34 en heeft een relatie met Alex, haar grote liefde. Sarah heeft een kinderwens maar Alex wil allesbehalve kinderen. Bart is een eeuwige vrijgezel en Sarah’s ex en heeft geld nodig voor het wereldkampioenschap luchtgitaar in Osaka. Sarah kan Bart overtuigen om met haar naar bed te gaan in ruil voor een som geld. Ze spreken af om zeven keer met elkaar naar bed te gaan en elkaar daarna nooit meer te zien.

## Rolverdeling
| Acteur            | Personage |
| ----------------- | --------- |
| Eva van der Gucht | Eva       |
| Jeroen Perceval   | Bart      |
| Wouter Hendrickx  | Alex      |
| Wine Dierickx     | Sarah     |
| Mourade Zeguendi  | Abbi      |